# Bibiònids
Els bibiònids (Bibionidae) són una família de dípters nematòcers a la qual pertany, per exemple, la mosca de març (Bibio marci). Segons les darreres estimacions conté 12 gèneres i 1102 espècies. Els adults són pol·linitzadors importants però algunes larves són plagues de les plantes agrícoles.

## Història natural
Les larves dels Bibionidae creixen en zones herboses i són herbívores i també mengen vegetació en descomposició o arrels de plantes vives. En el compost s'hi troben algunes espècies Els adults d'alguns gèneres com Plecia i algunes espècies del gènere Bibio no mengen i subsisteixen de les seves reserves assolides en l'estadi larvari. Els adults de vegades emergeixen de manera sincronitzada i en grans nombres.

## Registre fòssil
Els Bibionidae representen el registre fòssil més extens entre els dípters ja apareixen al període Juràssic i Cretaci amb formes similars a les actuals. Els fòssils trobats a Europa del gènere actualment només tropical de Plecia demostren, per exemple, que al Terciari Europa era molt més càlida.

## Galeria

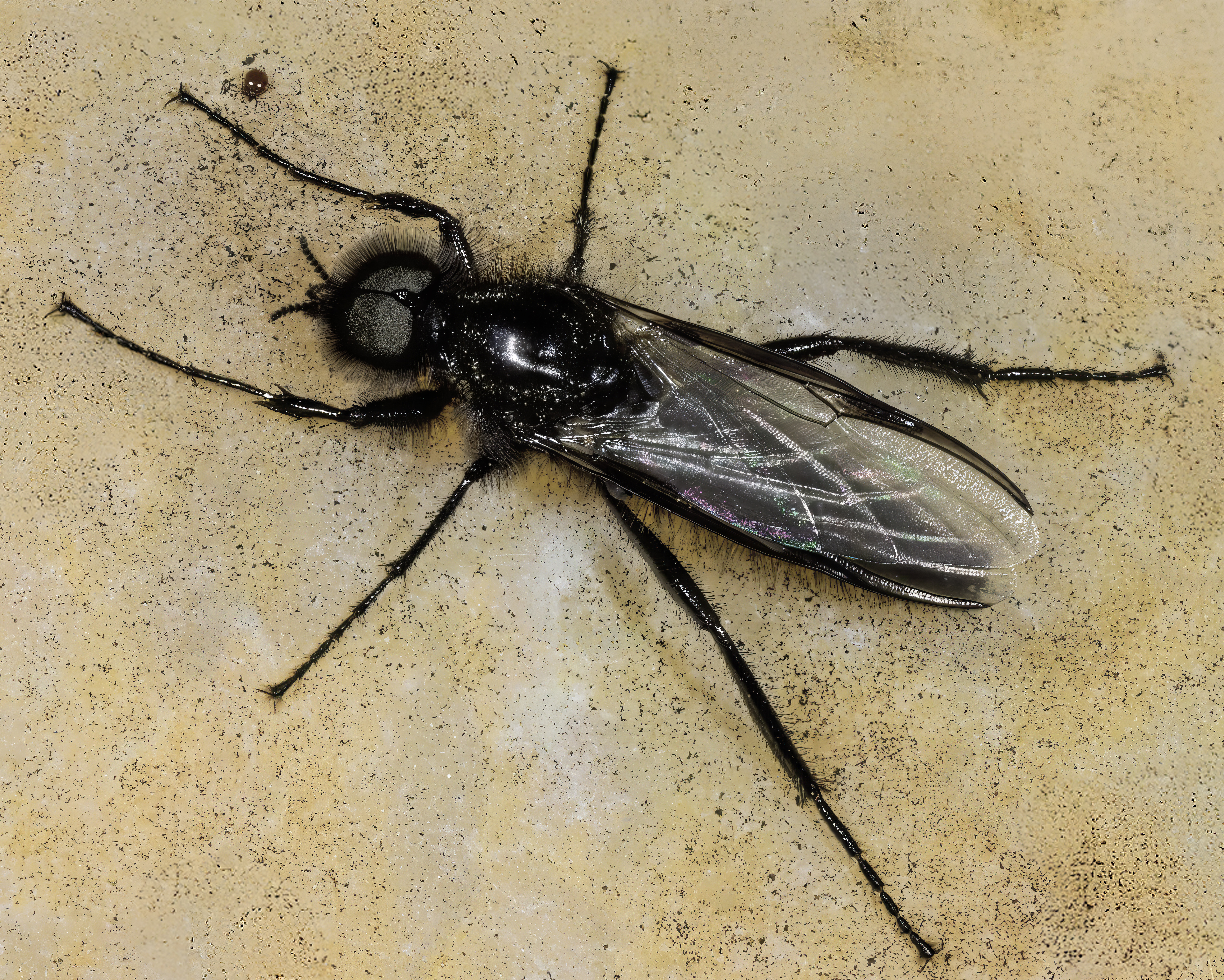
Bibio marci
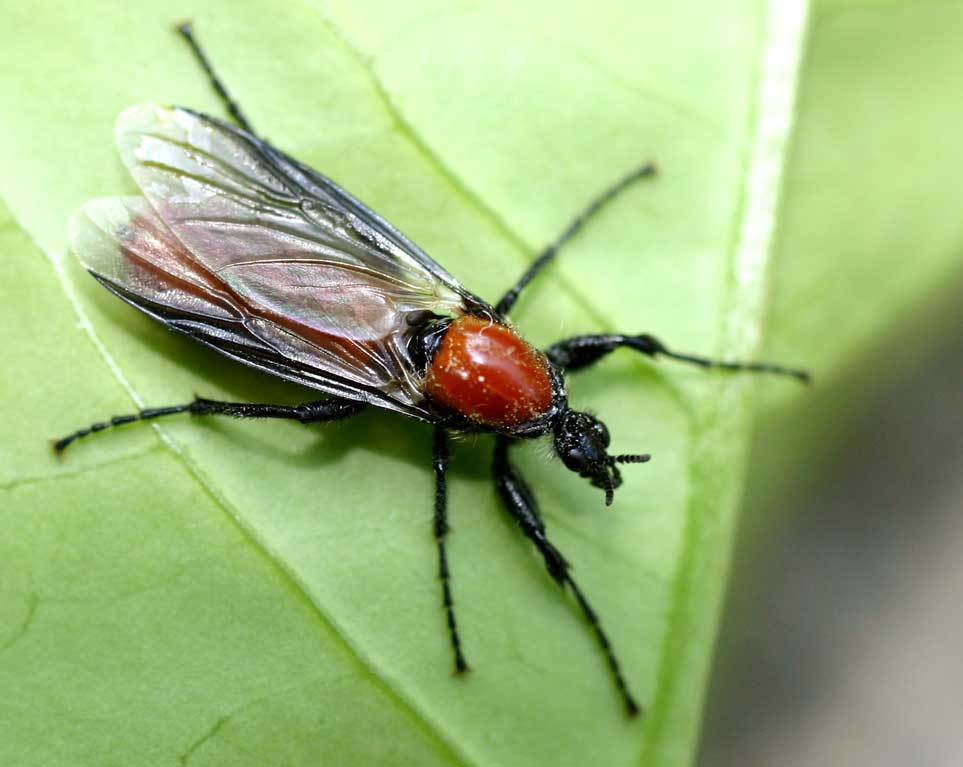
Bibio hortulanus
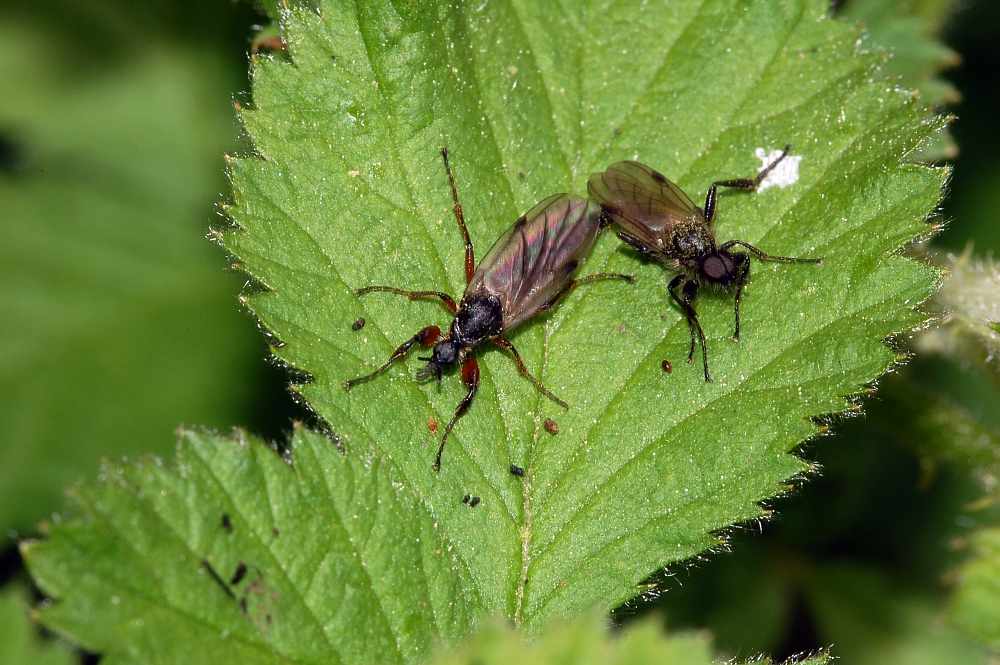
Bibio pomonae